# Saison 1 d'American Crime Story
Chronologie
Saison 2
American Crime Story : The People v. O.J. Simpson est la première saison de la série d'anthologie américaine American Crime Story. La saison se base sur le livre de Jeffrey Tobbin, The Run of His Life: The People v. O. J. Simpson, et se penche sur l'affaire O. J. Simpson et son procès très médiatisé.
Cette première saison est disponible depuis le 3 août 2022 sur Disney+.

## Synopsis

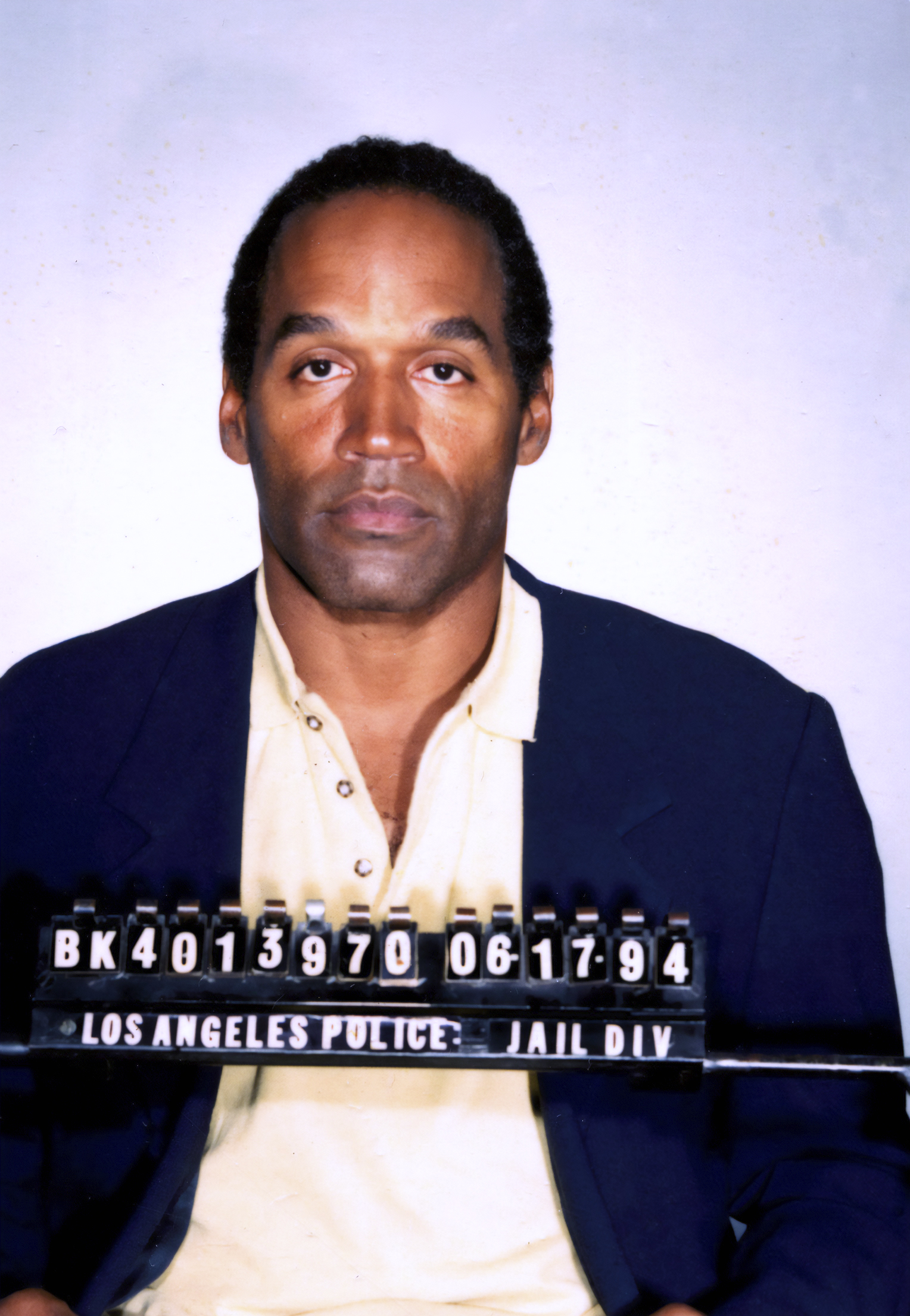
Photographie d'identité judiciaire d'O. J. Simpson.

En 1994, O. J. Simpson, célèbre joueur de football américain, est accusé du double homicide de son ex-femme Nicole Brown Simpson et de son ami   Ronald Goldman. Le « procès du siècle » est dès lors sur le point de commencer. Dans ce procès très médiatisé, deux équipes vont s'affronter. D'un côté, la procureur Marcia Clark est convaincue de la culpabilité de la célébrité. Elle est opposée à une redoutable équipe d'avocats menée par Johnnie Cochran et Robert Shapiro et secondée par l'ami d'O. J., Robert Kardashian. Ces derniers sont bien décidés à faire de ce procès une affaire de racisme et de conspiration, deux ans après les émeutes de 1992 à Los Angeles.

## Distribution

### Acteurs principaux
- Sterling K. Brown (VF : Frantz Confiac) : Christopher Darden
- Kenneth Choi (VF : Marc Perez) : Lance Ito
- Christian Clemenson (VF : Jean-François Vlérick) : Bill Hodgman
- Cuba Gooding Jr. (VF : Mohad Sanou) : O. J. Simpson
- Bruce Greenwood (VF : Bernard Lanneau) : Gil Garcetti
- Nathan Lane (VF : Richard Leblond) : F. Lee Bailey
- Sarah Paulson (VF : Louise Lemoine Torrès) : Marcia Clark
- David Schwimmer (VF : William Coryn) : Robert Kardashian Sr.
- John Travolta (VF : Patrick Béthune) : Robert Shapiro
- Courtney B. Vance (VF : Bruno Dubernat) : Johnnie Cochran

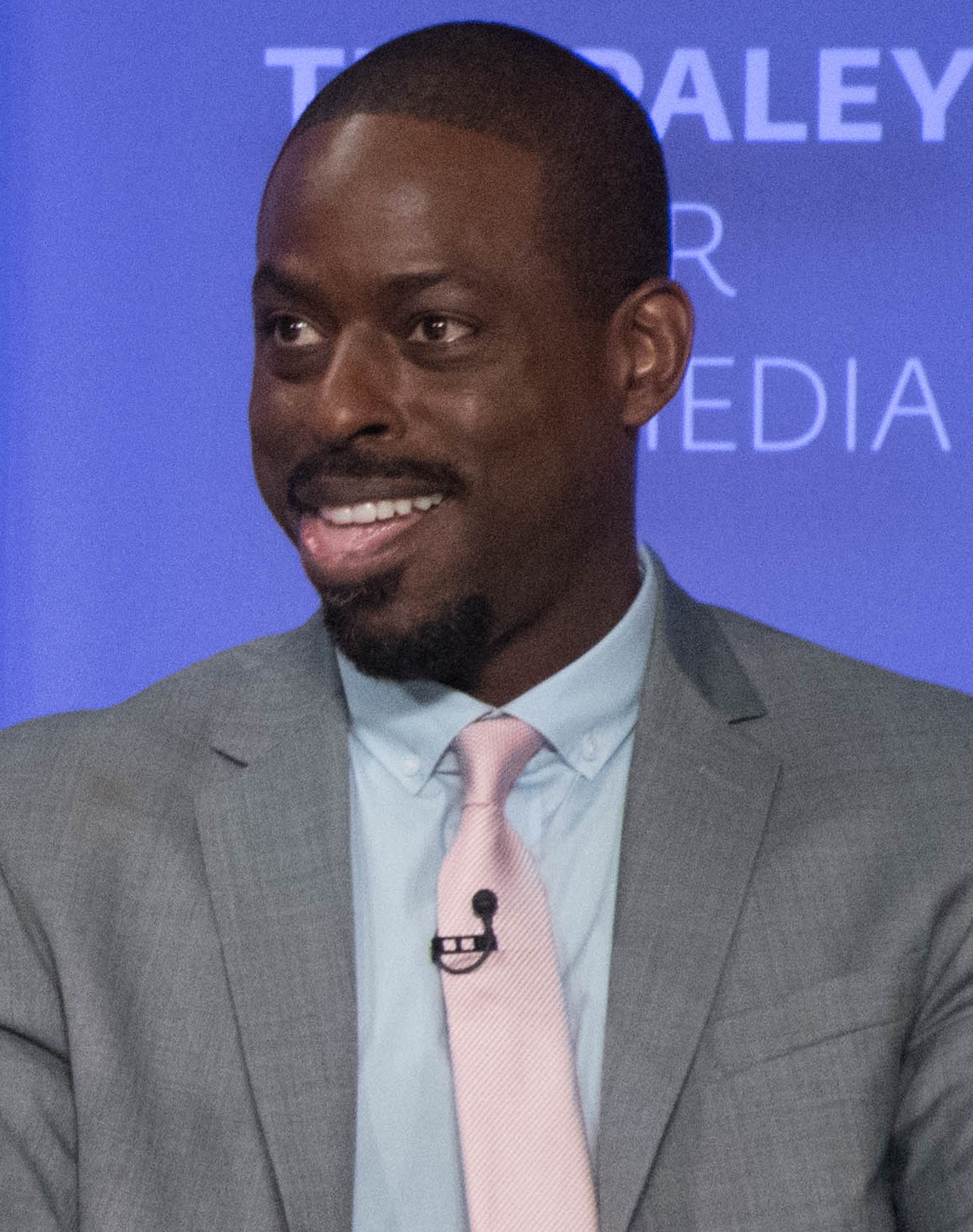
Sterling K. Brown dans le rôle de Christopher Darden
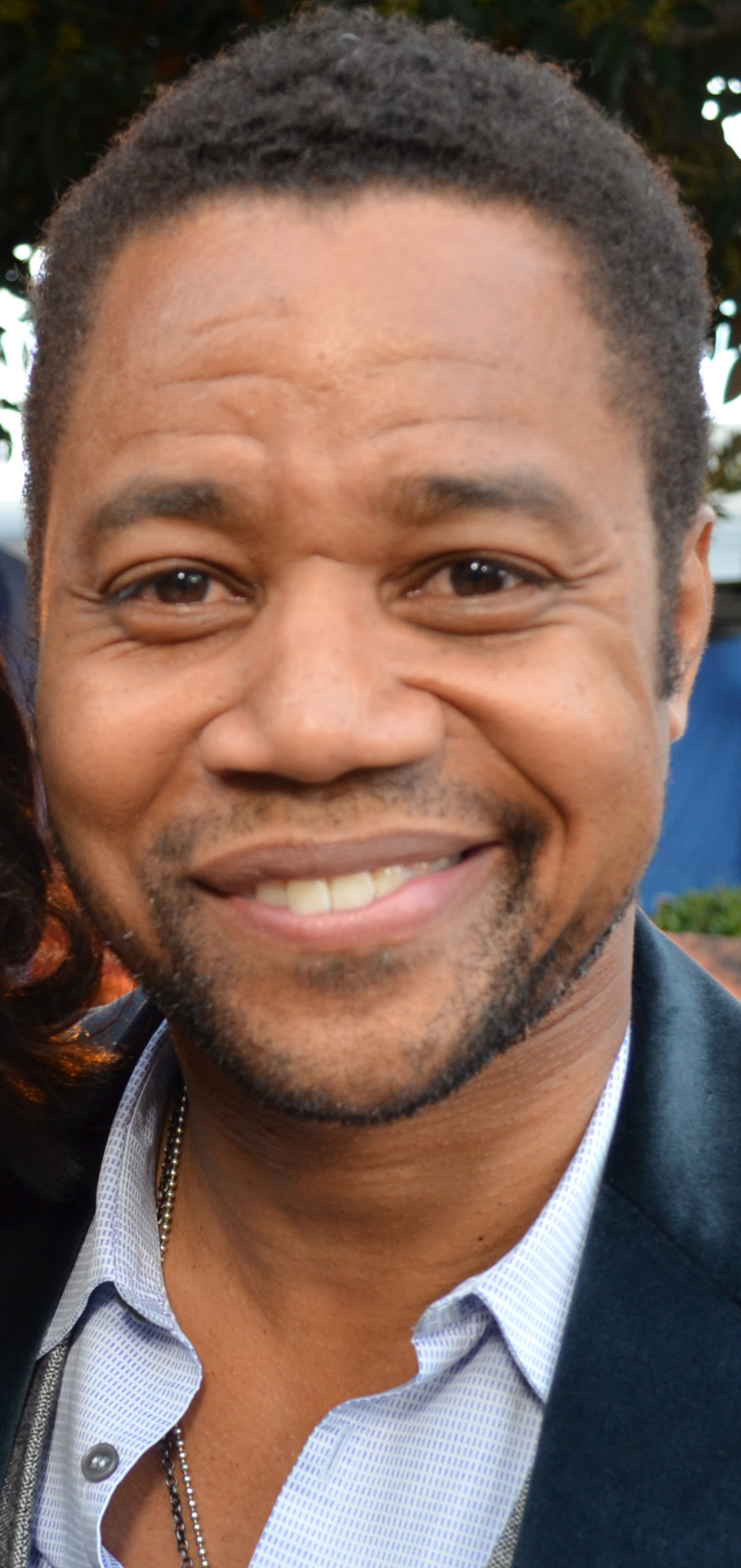
Cuba Gooding Jr. dans le rôle de O. J. Simpson
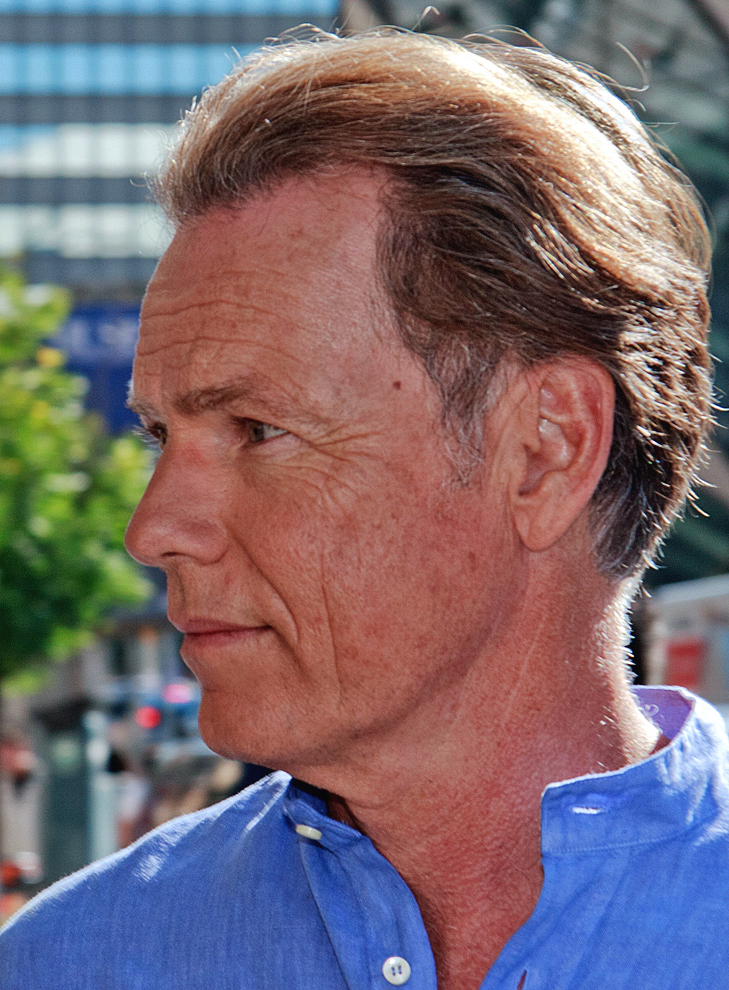
Bruce Greenwood dans le rôle de Gil Garcetti
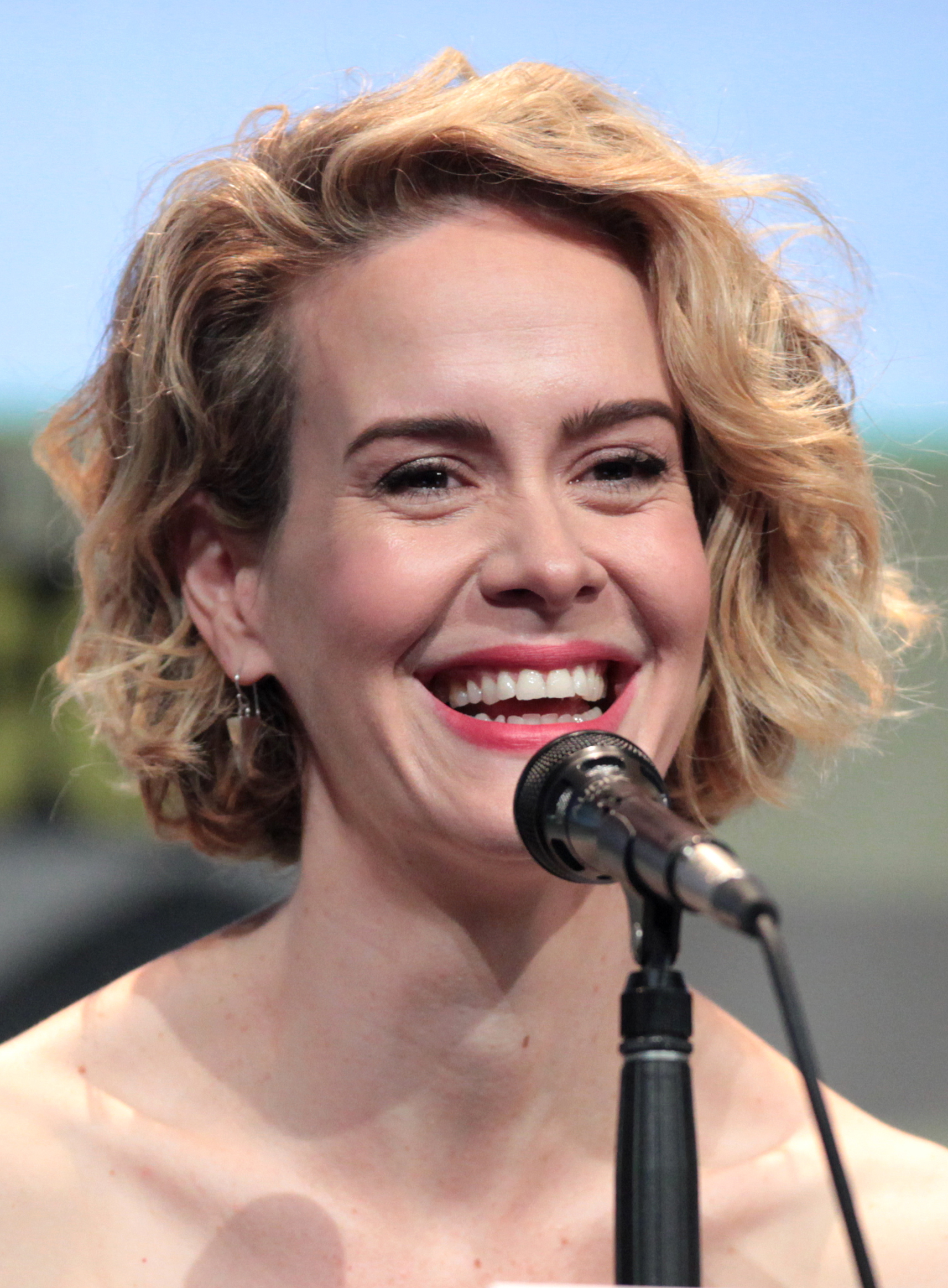
Sarah Paulson dans le rôle de Marcia Clark
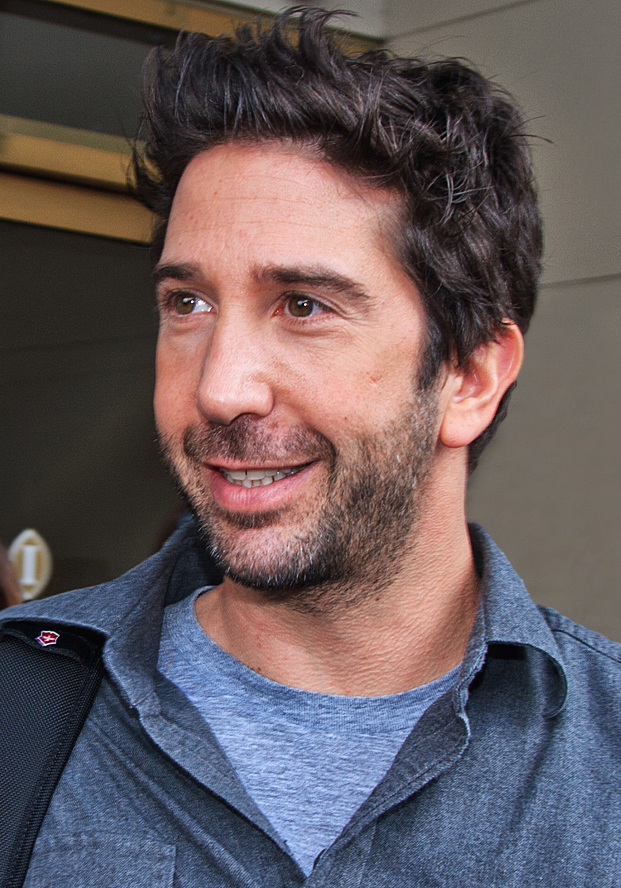
David Schwimmer dans le rôle de Robert Kardashian Sr.
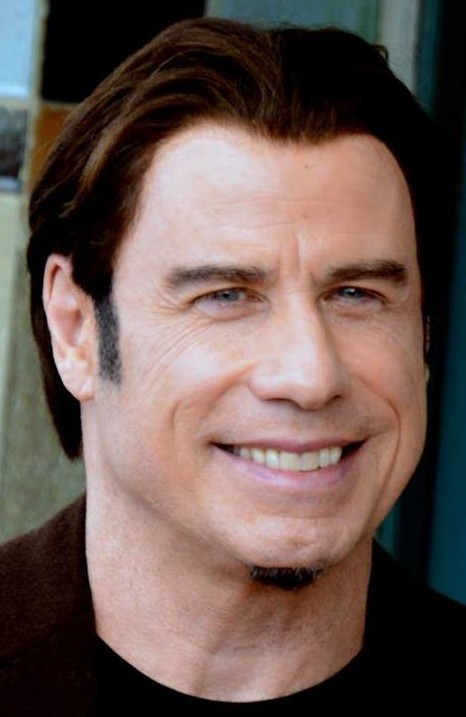
John Travolta dans le rôle de Robert Shapiro
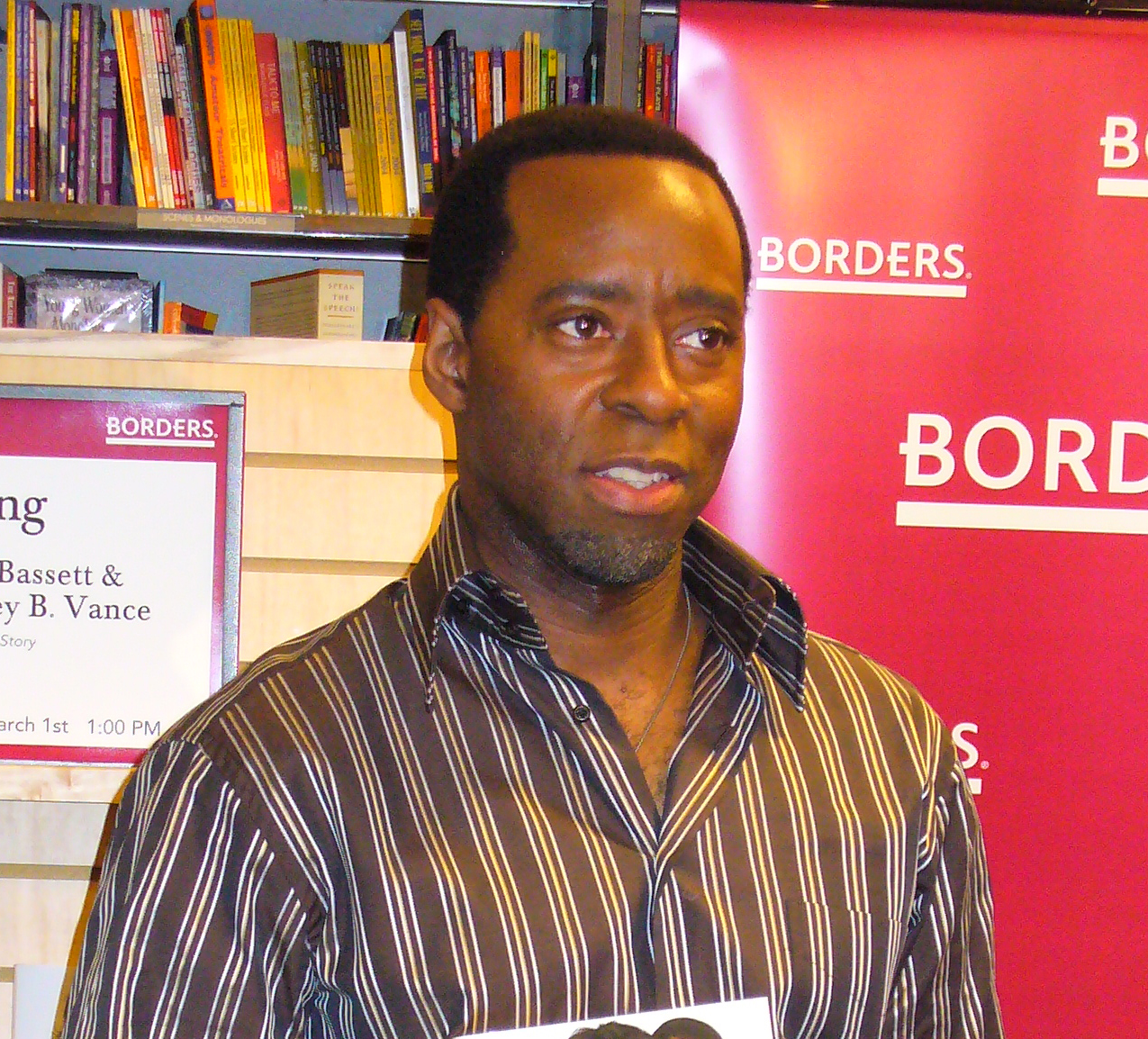
Courtney B. Vance dans le rôle de Johnnie Cochran

### Acteurs récurrents
- Selma Blair (VF : Laura Préjean) : Kris Jenner
- Chris Bauer (VF : Gilles Morvan) : Tom Lang
- Steven Pasquale (VF : Alexis Victor) : inspecteur Mark Fuhrman
- Kelly Dowdle : Nicole Brown Simpson
- Jordana Brewster : Denise Brown
- Garrett M. Brown : Lou Brown
- Billy Magnussen (VF : Thibaut Belfodil) : Kato Kaelin
- Malcolm-Jamal Warner (VF : Namakan Koné) : Al Cowlings
- Jonelle Allen : Mère Darden
- Evan Handler : Alan Dershowitz
- Cheryl Ladd (VF : Céline Monsarrat) : Linell Shapiro
- Leonard Roberts (VF : Daniel Lobé) : Dennis Schatzman
- Rob Morrow : Barry Scheck
- Joseph Siravo : Fred Goldman
- Jessica Blair Herman : Kim Goldman
- Chris Conner : Jeffrey Toobin
- Dale Godboldo : Carl E. Douglas
- Robert Morse : Dominick Dunne
- Michael McGrady : inspecteur Phillip Vannatter
- Angel Parker : Shawn Chapman
- Keesha Sharp : Dale Cochran
- Larry King : lui-même

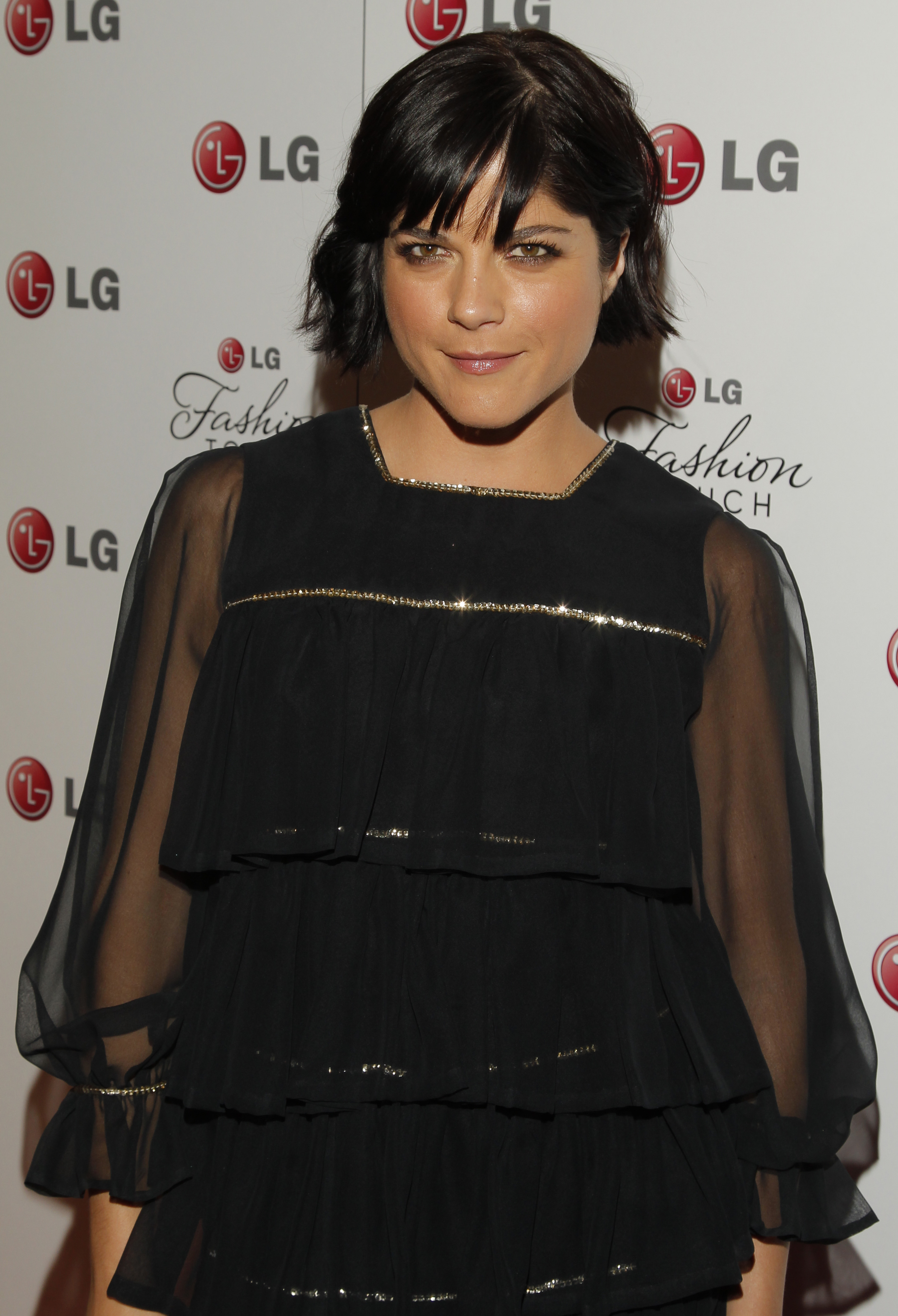
Selma Blair interprète Kris Jenner
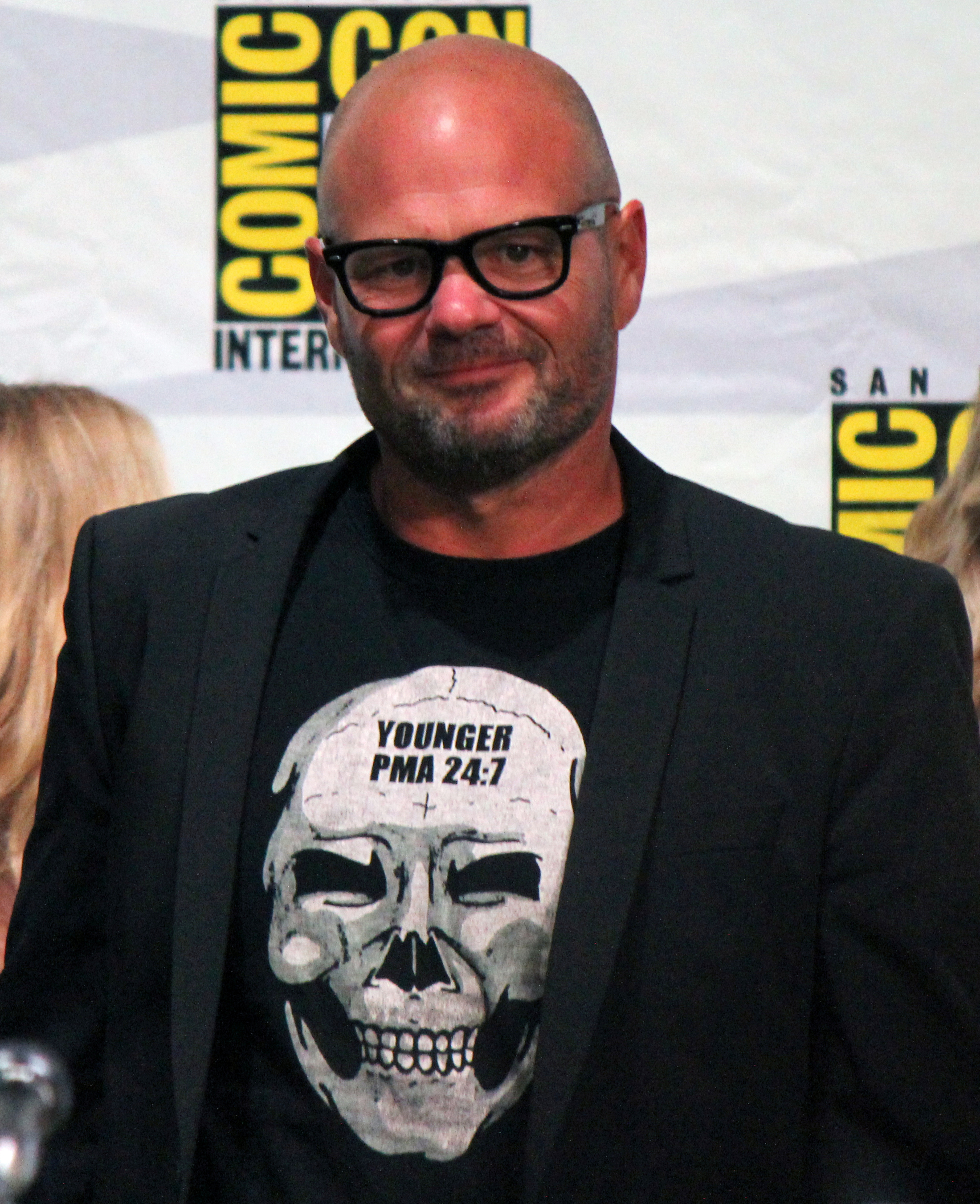
Chris Bauer interprète Tom Lang
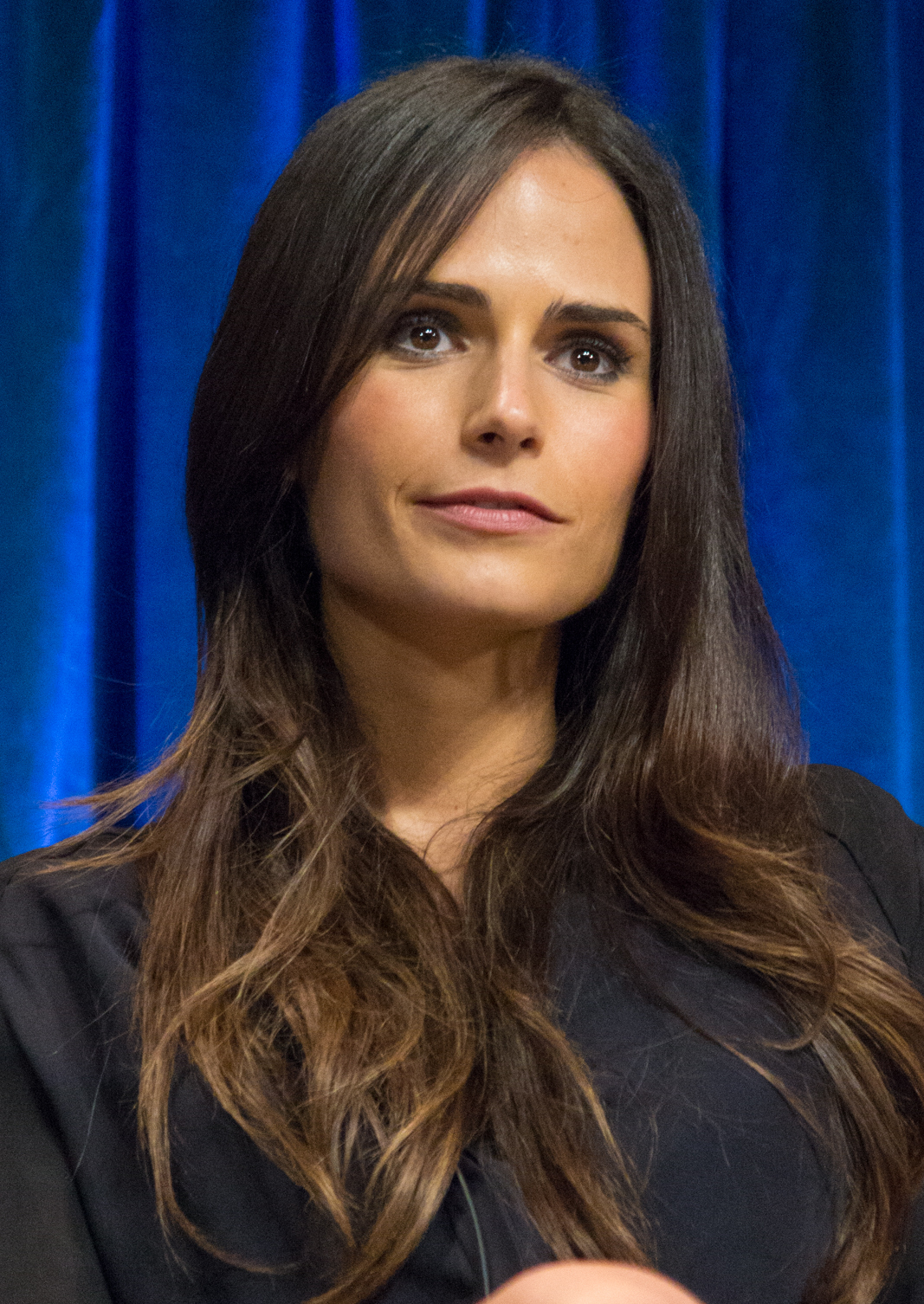
Jordana Brewster interprète Denise Brown
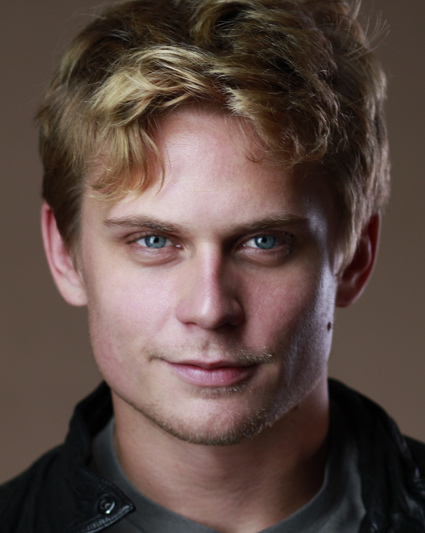
Billy Magnussen interprète Kato Kaelin
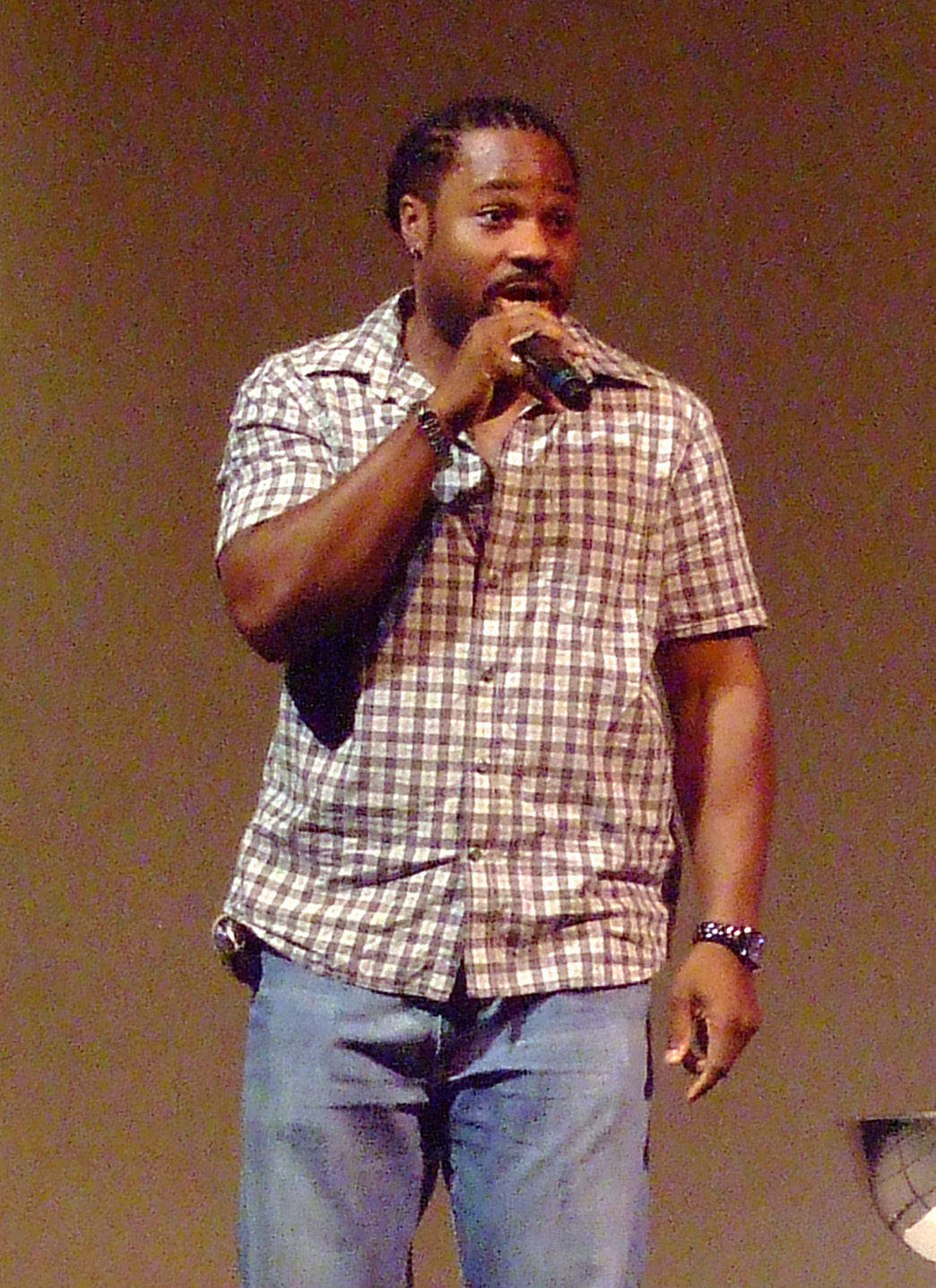
Malcolm-Jamal Warner interprète Al Cowlings
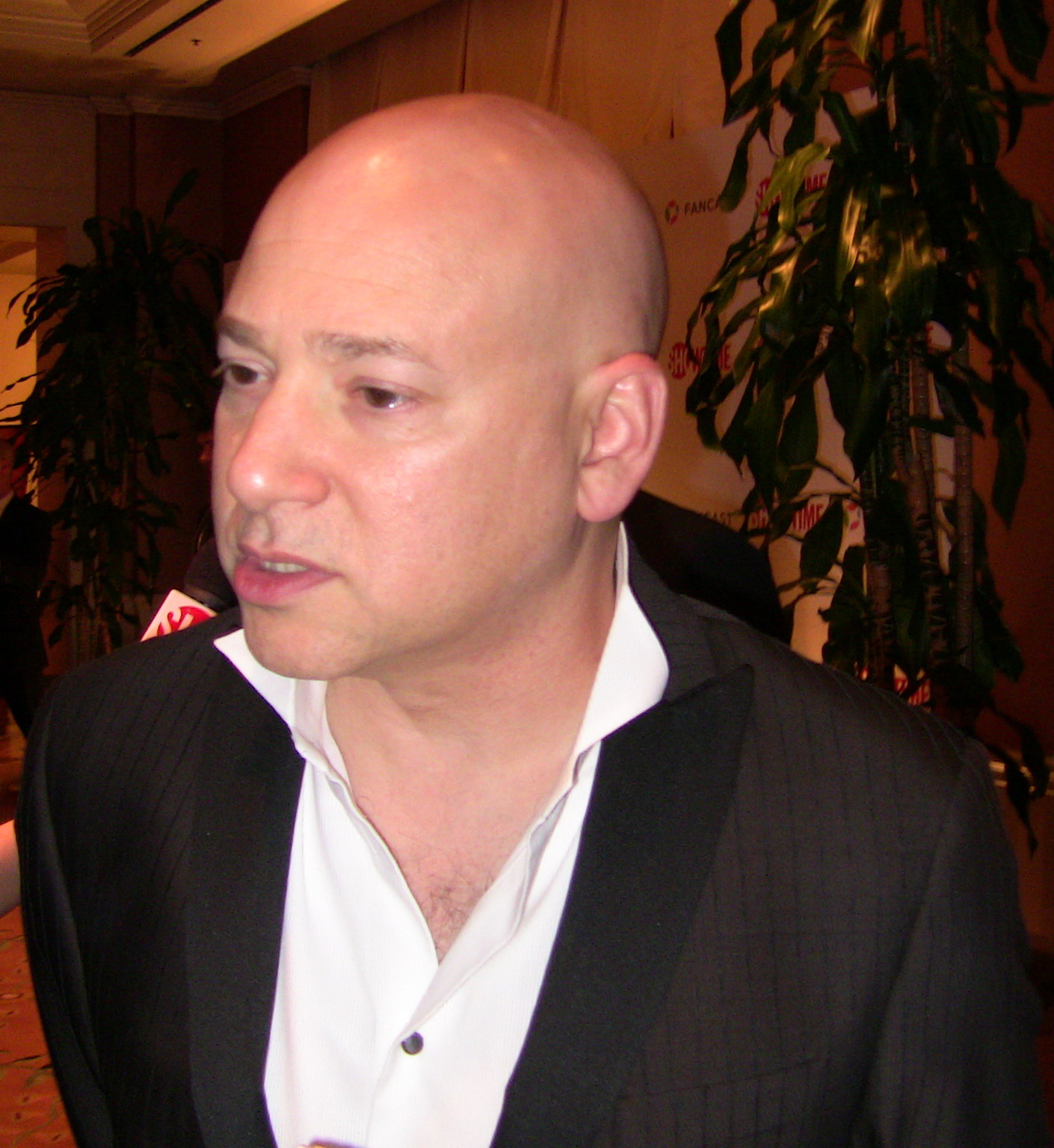
Evan Handler interprète Alan Dershowitz
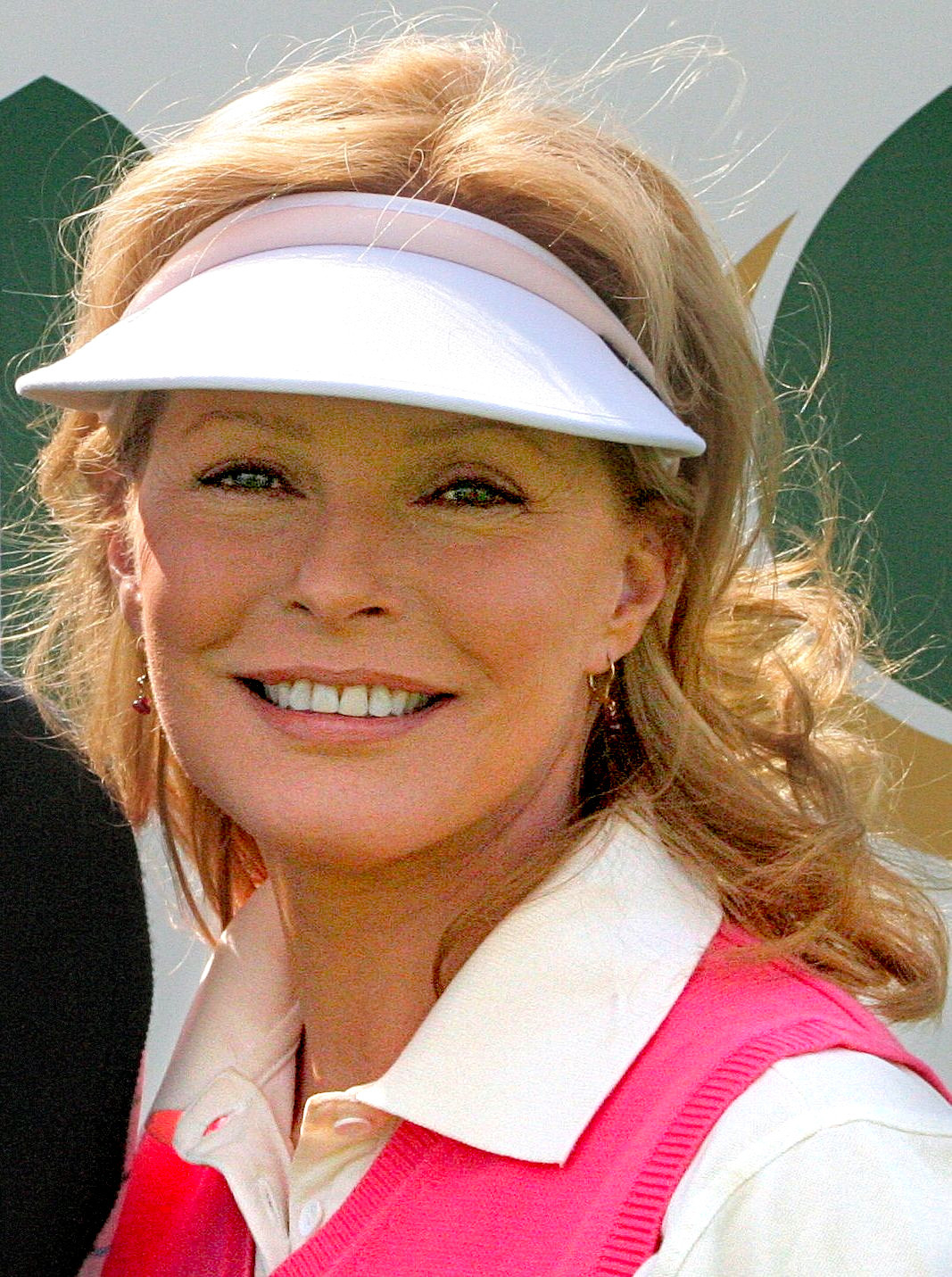
Cheryl Ladd interprète Linell Shapiro
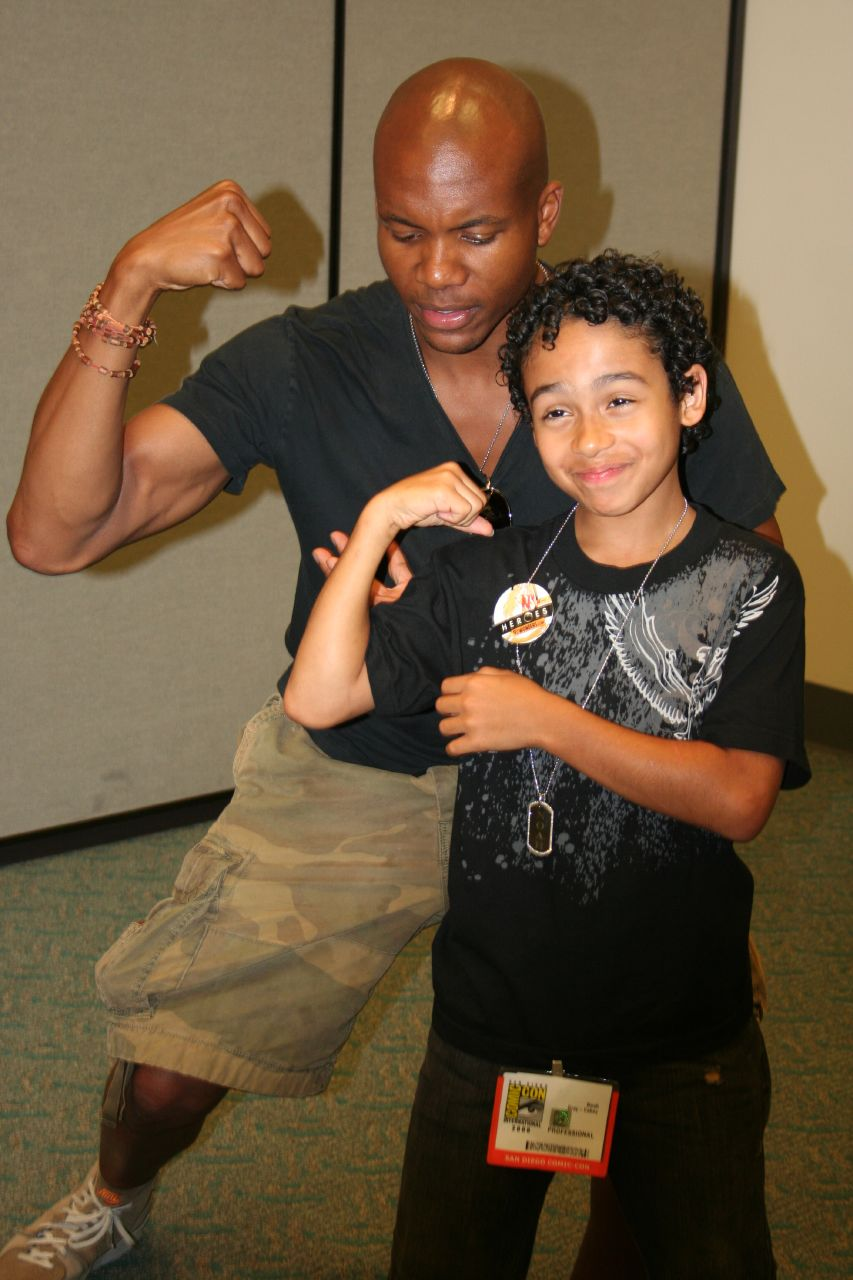
Leonard Roberts interprète Dennis Schatzman
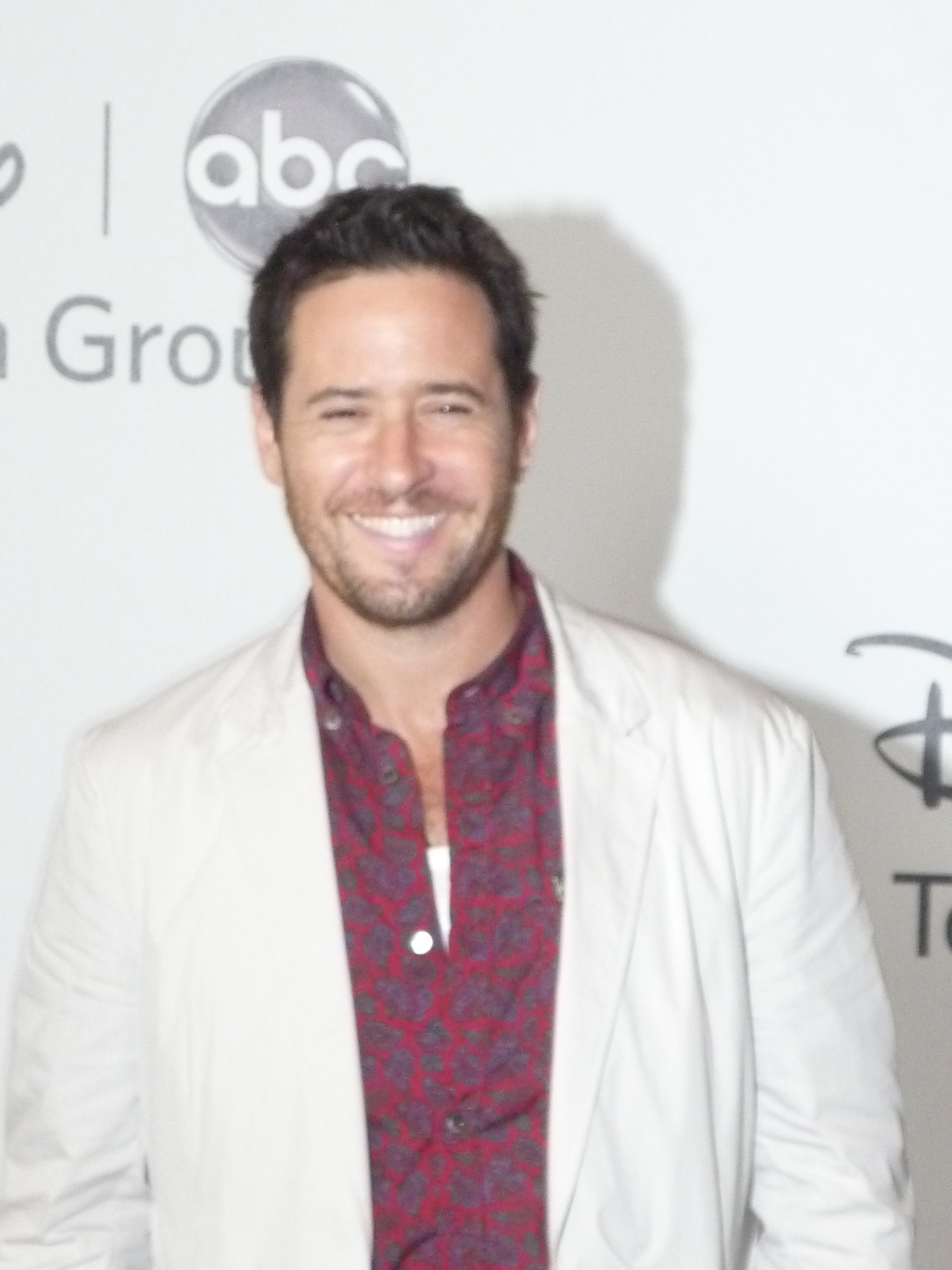
Rob Morrow interprète Barry Scheck

### Invités
- Connie Britton (VF : Emmanuèle Bondeville) : Faye Resnick
- Marguerite Moreau : Laura McKinny
- Kwame Patterson : Michael Darden
- Romy Rosemont : Jill Shively
- Isabella Balbi : Kourtney Kardashian
- Morgan Bastin : Khloé Kardashian
- Nicolas Bechtel : Rob Kardashian
- Veronica Galvez : Kim Kardashian

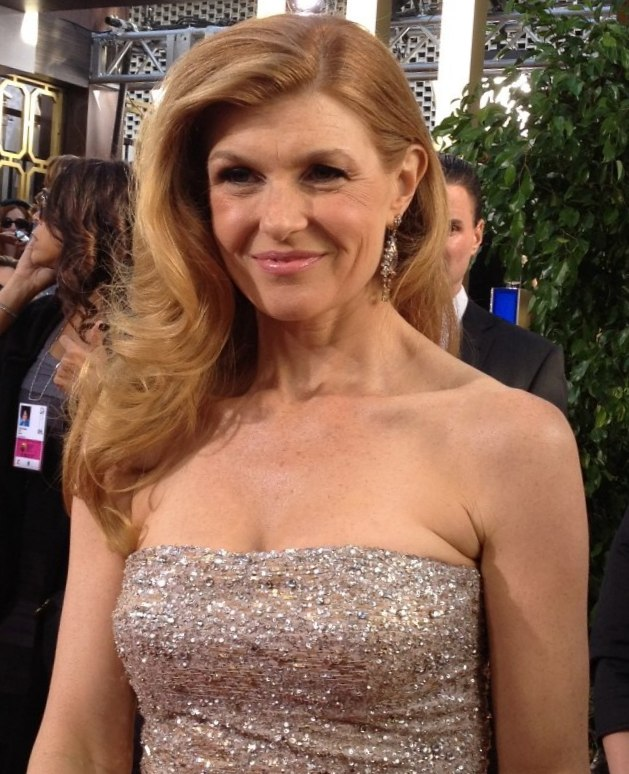
Connie Britton interprète Faye Resnick

## Épisodes

### Épisode 1:La Chute d'une Idole
- États-Unis /  Canada : 2 février 2016 sur FX[1] / FX Canada[2]
- Suisse : 20 juillet 2016 sur RTS Un[3]
- Québec : 1er septembre 2016[4] sur Max[5]
- France : 
  - 10 novembre 2016 sur Canal+[6]
  - 3 août 2022 sur Disney+

- États-Unis : 5,11 millions de téléspectateurs[7] (première diffusion)

### Épisode 2:Délit de Fuite
- États-Unis /  Canada : 9 février 2016 sur FX / FX Canada
- Suisse : 20 juillet 2016 sur RTS Un
- Québec : 8 septembre 2016 sur Max
- France : 
  - 10 novembre 2016 sur Canal+
  - 3 août 2022 sur Disney+

- États-Unis : 3,89 millions de téléspectateurs[8] (première diffusion)

### Épisode 3:La Dream Team
- États-Unis /  Canada : 16 février 2016 sur FX / FX Canada
- Suisse : 27 juillet 2016 sur RTS Un
- Québec : 15 septembre 2016 sur Max
- France : 
  - 17 novembre 2016 sur Canal+
  - 3 août 2022 sur Disney+

- États-Unis : 3,33 millions de téléspectateurs[9] (première diffusion)

### Épisode 4:100% Non Coupable
- États-Unis /  Canada : 23 février 2016 sur FX / FX Canada
- Suisse : 27 juillet 2016 sur RTS Un
- Québec : 22 septembre 2016 sur Max
- France : 
  - 17 novembre 2016 sur Canal+
  - 3 août 2022 sur Disney+

- États-Unis : 2,99 millions de téléspectateurs[10] (première diffusion)

### Épisode 5:Du Sang sur les mains
- États-Unis /  Canada : 1er mars 2016 sur FX / FX Canada
- Suisse : 3 août 2016 sur RTS Un
- Québec : 29 septembre 2016 sur Max
- France : 
  - 24 novembre 2016 sur Canal+
  - 3 août 2022 sur Disney+

- États-Unis : 2,72 millions de téléspectateurs[11] (première diffusion)

### Épisode 6:Seule contre tous
- États-Unis /  Canada : 8 mars 2016 sur FX / FX Canada
- Suisse : 3 août 2016 sur RTS Un
- Québec : 6 octobre 2016 sur Max
- France : 
  - 24 novembre 2016 sur Canal+
  - 3 août 2022 sur Disney+

- États-Unis : 3 millions de téléspectateurs[12] (première diffusion)

### Épisode 7:Un Gant de Fer
- États-Unis /  Canada : 15 mars 2016 sur FX / FX Canada
- Suisse : 10 août 2016 sur RTS Un
- Québec : 13 octobre 2016 sur Max
- France : 
  - 1er décembre 2016 sur Canal+
  - 3 août 2022 sur Disney+

- États-Unis : 2,884 millions de téléspectateurs[13] (première diffusion)

Devant les initiatives de Cochran qui oriente la défense de Simpson vers des théories du complot impliquant des gangs, Shapiro tente à nouveau de revenir à la négociation d'un arrangement. Kardashian continue de défendre son ami mais commence à douter devant les trous dans son témoignage et l'absence d'autres suspects. Cochran se retrouve avec une mauvaise publicité, ses deux ex-femmes témoignant ensemble de la double vie qu'il a mené en les fréquentant. Au cours d'un week-end, Darden invite Clark et les deux se rapprochent.

### Épisode 8:La Fronde
- États-Unis /  Canada : 22 mars 2016 sur FX / FX Canada
- Suisse : 11 août 2016 sur RTS Un
- Québec : 20 octobre 2016 sur Max
- France : 
  - 1er décembre 2016 sur Canal+
  - 3 août 2022 sur Disney+

- États-Unis : 2,911 millions de téléspectateurs[14] (première diffusion)

### Épisode 9:Un don du ciel
- États-Unis /  Canada : 29 mars 2016 sur FX / FX Canada
- Suisse : 18 août 2016 sur RTS Un
- Québec : 27 octobre 2016 sur Max
- France : 
  - 8 décembre 2016 sur Canal+
  - 3 août 2022 sur Disney+

- États-Unis : 2,759 millions de téléspectateurs[15] (première diffusion)

### Épisode 10:Le Verdict
- États-Unis /  Canada : 5 avril 2016 sur FX / FX Canada
- Suisse : 18 août 2016 sur RTS Un
- Québec : 3 novembre 2016 sur Max
- France : 
  - 8 décembre 2016 sur Canal+
  - 3 août 2022 sur Disney+

- États-Unis : 3,268 millions de téléspectateurs[16] (première diffusion)

Le dernier jour du procès, Simpson se contente de faire une déclaration dans laquelle il clame son innocence. Le jury doit dès lors délibérer et toutes les parties en présence s'attendent à de longues délibérations mais quatre heures plus tard, ils donnent leur verdict : OJ Simpson est déclaré non coupable des deux meurtres. Clark et Darden sont abattus d'avoir perdu un procès médiatique qui semblait gagné d'avance et d'avoir déçu les familles des victimes. Cochran se félicite de la victoire, étant parvenu à révéler le vrai visage de la police de Los Angeles, malgré les reproches de Darden qui considère que par sa faute, les victimes ont été oubliées.
Simpson est donc libéré et retourne à Brentwood. Il découvre que si sa famille le soutient, son voisinage et beaucoup de ses amis commencent à se détourner de lui, notamment son ami Robert Kardashian. Quand Simpson organise une soirée chez lui et annonce vouloir traquer les meurtriers, peu de personnes sont avec lui. Il préfère donc s'éloigner et contempler seul la statue à son effigie, dans son jardin.

## Diffusion
- Aux États-Unis, cette saison est diffusée depuis le 2 février 2016 sur FX
- Au Canada, cette saison est également diffusée depuis le 2 février 2016 sur FX Canada
- Au Québec, cette saison est diffusée sur Max
- En France, cette saison est diffusée depuis novembre 2016 sur Canal+
- Cette saison sera disponible internationalement (excepté pour le Canada) à partir de 2017 sur Netflix
- À la suite du rachat de la 20th Century Studios et de FX par The Walt Disney Company, la série quitte la plateforme Netflix en février 2022 pour atterrir sur la plateforme Disney + en 2022 dans plusieurs pays.

## Liste des références
1. ↑  « FX annonce son agenda de l'hiver avec American Crime Story, Philadelphia, Man Seeking Woman et Baskets », sur Critictoo, 13 novembre 2015 (consulté le 23 décembre 2015)
2. ↑  (en) « FX, FXX, and OLN Announce 2016 Mid-Season Premieres », Rogers Media, 24 novembre 2015
3. ↑  « Diffusion en Suisse d'American Crime Story sur RTS Un », sur Programmetv.com, 1er juillet 2016
4. ↑  « Dès le 29 août, faites connaissance avec MAX », sur Musimax.com, 23 août 2016 (consulté le 25 août 2016)
5. ↑  Richard Therrien, « La transformation extrême de MusiMax », sur La Presse, 10 juin 2016
6. ↑  Canal+, « The People V. O.J Simpson : American Crime Story le 10 novembre sur Canal+ », sur Canalplus.fr, 17 octobre 2016
7. ↑  « American Crime Story : succès d’audience pour l’affaire O J. Simpson portée par John Travolta, David Schwimmer et Cuba Gooding Jr », sur Toutelatele.com, 16 février 2016 (consulté le 2 mars 2016)
8. ↑  « Audiences câble US du samedi 6 au jeudi 11 février : Le Superbowl affaiblit Billions et Shameless », sur Seriestvnews.com, 15 février 2016 (consulté le 3 mars 2016)
9. ↑  « Audiences câble US du samedi 13 au jeudi 18 février : Vinyl peu regardée mais renouvelée », sur Seriestvnews.com, 21 février 2016 (consulté le 3 mars 2016)
10. ↑  « Live + 3 Days : American Crime Story double son audience ; The Walking Dead en hausse par rapport au début de saison », sur Upfrontsusa.com, 29 février 2016 (consulté le 3 mars 2016)
11. ↑  (en) « Tuesday cable ratings: The People v. O.J. Simpson falls », sur TVbythenumbers.zap2it.com, 2 mars 2016 (consulté le 3 mars 2016)
12. ↑  (en) « Tuesday cable ratings: The People v. O.J. Simpson rises slightly », sur TVbythenumbers.zap2it.com, 9 mars 2016 (consulté le 13 mars 2016)
13. ↑  (en) Alex Welch, « Tuesday cable ratings: The People v. O.J. Simpson and Fixer Upper stay steady », sur TVbythenumbers.zap2it.com, 16 mars 2016
14. ↑  (en) Alex Welch, « Tuesday cable ratings: Fixer Upper ticks up, If Loving You is Wrong dips », sur TVbythenumbers.zap2it.com, 23 mars 2016
15. ↑  (en) Alex Welch, « Tuesday cable ratings: Deadliest Catch premieres well, The People v. O.J. Simpson dips », sur TVbythenumbers.zap2it.com, 30 mars 2016
16. ↑  (en) Alex Welch, « Tuesday cable ratings: The People v O.J. Simpson finale stays on top », sur TVbythenumbers.zap2it.com, 6 avril 2016